# Алакуйлак (Яккабазький район)
38°59′28″ пн. ш. 66°47′39″ сх. д. / 38.99111° пн. ш. 66.79417° сх. д.
Алакуйлак (узб. Alakoʻylak, Алакўйлак) — міське селище в Узбекистані, в Яккабазькому районі Кашкадар'їнської області.
Статус міського селища з 2009 року.